# Халид Саллех
Халид Саллех (малайск. Khalid Salleh; 29 февраля 1948, Сунгай-Кантан, Каджанг, Селангор — 23 июля 2018, Куала-Лумпур) — малайзийский актёр и поэт. Среди друзей Вак Халид.

## Краткая биография
Воспитывался в семье тёти. Окончил среднюю школу в Бату-Пахате. Первое время зарабатывал на жизнь, торгуя лекарствами. Умер после продолжительной болезни. Похоронен на мусульманском кладбище "Таман Косас" (Ампанг, Куала-Лумпур) (Tanah Perkuburan Islam, Taman Kosas, Ampang).

## Творчество
Выступал в театре, снимался в кино, читал свои стихи в моноспектаклях.
Был одним из ведущих актеров в театре Кришена Джита и Динсмана в 1970-е гг. (спектакль «Это не самоубийство» и др.). Принимал участие в Фестивалях монодрамы на Тайване (1989), в Японии (1991), Калькутте (1994) и Дели (1995). В 2014 году с успехом выступил в спектакле-монологе «Продавец лекарств». В апреле 2015 г. во Дворец культуры в Куала-Лумпуре состоялась премьера пьесы Халида "Обманутые" (Kena Main) в его же постановке. Премьера вызвала большой интерес – спектакль продержался на сцене больше недели, что совсем неплохо для Малайзии, где современный театр ещё не стал повседневной реалией культуры. На премьере побывали Национальные писатели Малайзии Кемала, Баха Заин, Мухаммад Хаджи Саллех, Анвар Ридван.
Фильм «Поджигатель» с его участием демонстрировался на Каннском кинофестивале в 1995 (в 1996 г. этот фильм получил высший приз Бельгийского кинофестиваля).
Стихи изданы в антологии «А ничего» (1998) и «Если бы я стал премьер-министром» (2014).
В 2011 году он издал книгу-размышление о современной политике правительства и о судьбе коренного населения страны «Малайцы исчезнут с лица земли»;.

Халид Саллех в мноспектакле "Продавец лекарств" (2014)

## Переводы стихов поэта на русский язык
В сборнике «Покорять вышину»
- А ничего (Tidak apa-apa)
- Слушай голос любви (Dengarkanlah suara kemesraan)

## Фильмография
- 1992: Penghujung Malam (Когда кончается ночь — главная роль)
- 1993: Azizah The Legend (Азиза — Легенда — роль второго плана)
- 1999: Jogho — (Джогхо — главная роль)
- 2001: Kaki Bakar — (Поджигатель — главная роль)
- 2004: Buai Laju-Laju — (Качай быстрее — главная роль)
- 2012: Hanyut — (Смытый волной — главная роль)

## Награды
- Приз 43 Кинофестиваля Азиатско-Тихоокеанского региона в Тайбэе за лучшее исполнение главной роли (фильм «Джогхо») (1998)
- Приз 11 Кинофестиваля Малайзии за лучшее исполнение роли второго плана (фильм «Азиза — Легенда») (1994)

## Семья
- Супруга Как Мидах (Kak Midah), дети Йисрал (Iysral), Фуджа (Fuja), Ащик (Asyik).